# Anthonie Wattel
Anthonie (Tony) Wattel (Serooskerke, 20 juni 1928 - Bilthoven, 25 februari 2015) was een Nederlands econoom en politicus. Hij was onder meer hoogleraar bedrijfseconomie aan de Rijksuniversiteit Groningen. Van 1971 tot 1975 was hij hier tevens rector magnificus.

## Opleiding
Anthonie Wattel deed in 1948 eindexamen op de HBS in Middelburg. Zijn geschiedenisleraar aldaar was de latere Prof. dr. Pieter-Jan Bouman die hem voorging als hoogleraar aan de Rijksuniversiteit Groningen. Door hem besloot Wattel in Groningen economie te gaan studeren. In 1953 was hij de eerste afgestudeerde aan de nieuwe economische faculteit in de richting bedrijfseconomie bij Prof. dr. Jacob Louis Mey. In 1962 promoveerde hij bij Mey op het proefschrift "Vorming van de leidinggevende arbeid in de onderneming", het eerste proefschrift in Nederland op het gebied van managementorganisatie. Daarvoor had hij o.a. een postdoctorale studie gevolgd aan de Wharton School.

## Carrière
In 1966 volgde hij Mey op als hoogleraar bedrijfseconomie. Van 1971 tot 1975 was hij tijdens de woelige periode van de democratisering Rector Magnificus van de Rijksuniversiteit Groningen. Deze periode werd door W.F. Hermans beschreven in zijn boek Onder Professoren. In die tijd spande hij zich ook in om de nieuwe faculteit Bedrijfskunde op te richten, welke in 1982 als volwaardige faculteit van start ging. In 1980 werd hij voorzitter van het college van bestuur van de Rijksuniversiteit Utrecht. Van 1982 tot 1988 was Wattel hoogleraar bedrijfswetenschappen aan de Open Universiteit in Heerlen, en in de periode 1985-1988 tevens rector magnificus. Bij zijn emeritaat in 1988 werd hij benoemd tot Ridder in de Orde van de Nederlandse Leeuw.
Naast zijn werkzaamheden als hoogleraar was Wattel de laatste vicevoorzitter van de Christelijk-Historische Unie en lid van het eerste dagelijkse bestuur van het CDA. Daarnaast was hij lid van de raad van commissarissen bij onder andere Schuitema en Twynstra Gudde. Bovendien was hij lid van de Onderwijsraad en bestuurslid van het Academisch Ziekenhuis Groningen.
Een van zijn kinderen is Peter Wattel (1956), hoogleraar belastingrecht aan de Universiteit van Amsterdam.